# 내 여자
《내 여자》는 2008년 7월 26일부터 2008년 11월 8일까지 방영된 문화방송 주말 특별기획 드라마로, 1980년 방송된 《종점》을 리메이크하였다.
이 드라마는 첫 회부터 평균 시청률이 한 자릿수에 머물며 부진을 면치 못하였는데 SBS 《조강지처클럽》으로 인해 더욱 힘들었다. 또한 2008 베이징 올림픽으로 인해 2008년 8월 9일 2회 연속 방영되고 그 이후 8월 내내 결방하였으며, 이어 추석 연휴로 9월 13일과 14일에도 결방하였다. 부진한 시청률을 보였던 이 드라마로 인해 방송사 경영난과 맞물려 주말 심야드라마 폐지에 더욱 힘을 실어줬다.
한편, 후속작으로 《종합병원 2》를 편성할 예정이었으나 주말 특별기획 드라마가 폐지되면서 이후 《베토벤 바이러스》 후속으로 방영되었다.
아울러, 집필자 이희우 작가는 해당 작품 이후 한동안 투병해 왔다가 2019년 9월 3일 별세했는데 2016년 3월 미래아이앤지와 드라마 집필계약을 맺었지만 이런저런 사정 때문에 드라마 편성이 불발됐다.
이와 더불어, 연인과 상사의 배신으로 충격을 받아 폐인이 된 김현민(고주원 분)이 재기하고 사업적으로 성공해 경쟁사가 된 동진조선을 위기로 모는 과정이 관심을 모았으나 그 내용이 묘사되지 않았던 데다 김현민이 옛 연인의 시누이 장태희(최여진 분)와 사랑하는 사이로 발전했다는 것이 설득력을 잃었다는 지적을 받아왔다.

## 등장 인물

### 주요 인물
- 고주원 : 김현민 역 - 선박설계사
- 박솔미 : 윤세라 역 - 동진그룹 기획실 조선업 담당 팀원
- 박정철 : 장태성 역 - 동진그룹 전무, 장 회장의 장남이자 후계자
- 최여진 : 장태희 역 - 장 회장의 맏딸, 장태성의 동생
- 추상미 : 홍민예 역 - 지하 금융계의 거물

### 주변 인물
- 정한용 : 장중한 역 - 동진그룹 회장
- 이보희 : 하신애 역 - 장 회장의 내연녀
- 유지은 : 장태령 역 - 장 회장의 막내딸
- 박정수 : 이순화 역 - 김현민의 아머니
- 황건 : 윤세호 역 - 윤세라의 오빠, 김현민의 친구
- 이예림 : 최진선 역 - 윤세호의 아내, 윤세라의 올케
- 염철호 : 박일도 역 - 동진조선 설계사. 현민과 라이벌 의식을 가짐.
- 이종래 : 최충기 역 - 동진그룹의 부사장, 핵심임원
- 미상 : 황인성 역 - 신성조선 직원, 현민의 선배
- 미상 : 강성호 역 - 동진조선 설계연구실 팀장
- 미상 : 박인숙 역 - 동진조선 기획실 근무, 윤세라의 입사동기
- 미상 : 정재훈 역 - 동진조선 설계연구실 근무

## 시청률
최저 시청률과 최고 시청률은 시청률 조사회사와 지역별로 시청률에 차이가 있을 수 있습니다.
| 2008년 | 2008년    | 2008년       |
| 회차   | 방송일    | 시청률(전국) |
| ------ | --------- | ------------ |
| 제1회  | 7월 26일  | 7.0%         |
| 제2회  | 7월 27일  | 8.9%         |
| 제3회  | 8월 2일   | 6.2%         |
| 제4회  | 8월 3일   | 7.7%         |
| 제5회  | 8월 9일   | 9.6%         |
| 제6회  | 8월 9일   | 9.6%         |
| 제7회  | 8월 30일  | 7.5%         |
| 제8회  | 8월 31일  | 7.2%         |
| 제9회  | 9월 6일   | 6.3%         |
| 제10회 | 9월 7일   | 7.4%         |
| 제11회 | 9월 20일  | 7.5%         |
| 제12회 | 9월 21일  | 7.5%         |
| 제13회 | 9월 27일  | 7.5%         |
| 제14회 | 9월 28일  | 8.2%         |
| 제15회 | 10월 5일  | 8.9%         |
| 제16회 | 10월 11일 | 10.1%        |
| 제17회 | 10월 12일 | 9.2%         |
| 제18회 | 10월 18일 | 7.8%         |
| 제19회 | 10월 19일 | 3.7%         |
| 제20회 | 10월 25일 | 7.7%         |
| 제21회 | 10월 26일 | 10.0%        |
| 제22회 | 11월 1일  | 9.9%         |
| 제23회 | 11월 2일  | 8.8%         |
| 제24회 | 11월 8일  | 7.8%         |

## 결방 및 2회 연속 방영
- 2008년 8월 9일 : 5~6회 연속 방송
- 2008년 8월 10일 : 2008년 하계 올림픽 남자 축구예선 〈대한한국 VS 이탈리아〉 중계방송으로 결방
- 2008년 8월 16일 ~ 2008년 8월 23일 : 2008년 하계 올림픽 중계방송으로 결방
- 2008년 8월 24일 : 2008년 하계 올림픽 폐회식으로 결방
- 2008년 9월 13일 : 추석 특집 프로그램 〈스타의 개를 소개합니다〉 방송으로 결방
- 2008년 9월 14일 : 추석 특선영화 《무방비도시》 방송으로 결방
- 2008년 10월 4일 : MBC 대학가요제 방송으로 결방